# オイコス大学
座標: 北緯37度44分28秒 西経122度12分07秒 / 北緯37.741度 西経122.202度
オイコス大学 (Oikos University) は、カリフォルニア州オークランドに位置する韓国キリスト教系の無認可私立大学。

## 歴史
2004年設立、創立者および学長は Jongin Kim 牧師。サンフランシスコのシェパード大学に位置するプレイス・ゴッド韓国長老教会に加入している。神学、音楽、看護および東洋医学の学部がある。

## 銃乱射事件
2012年4月2日、大学構内で銃が乱射され7人が死亡、3人が負傷した。警察は直後に43歳の韓国系の男を逮捕した。男は2011年末に退学するまで大学の看護学生だった。

## 認可
2011年5月13日、オイコス大学は運営の認可をカリフォルニア州私立高等教育・職業教育局から得た。さらに、カリフォルニア看護評議会によって認可された。2011年には、大学は鍼治療を教育するためにヘルスケア医療研究所の認可を申請した。それは、教育省あるいは高等教育アクレディテーション評議会からのいかなる認可もない。